# Facit (företag)
Facit AB, fram till år 1966 dotterbolag till AB Åtvidabergs industrier, var ett svenskt industriföretag med huvudkontor i Åtvidaberg och försäljningskontor över hela världen. Företaget hade under tidigt 1900-tal en snickeriverksamhet som tillverkade bland annat möbler, inredningar samt karosser till bland annat Volvobilar och komponenter av trä.
Produktvarumärket Facit fick under 1930-talet stora framgångar på marknaden för räknemaskiner vilket ledde till att företaget köpte upp svenska tillverkare som Halda och Original-Odhner. Från 1940-talet hade kontorsmaskiner den dominerande platsen i tillverkningsprogrammet. Bolaget växte kraftigt efter andra världskriget med närvaro i över 100 länder och framgångar jorden runt. Bolaget hamnade i början av 1970-talet i en djup ekonomisk kris som en följd av teknikskiftet till elektroniska maskiner och köptes upp av Electrolux år 1972.

## Historik

### AB Åtvidabergs industrier

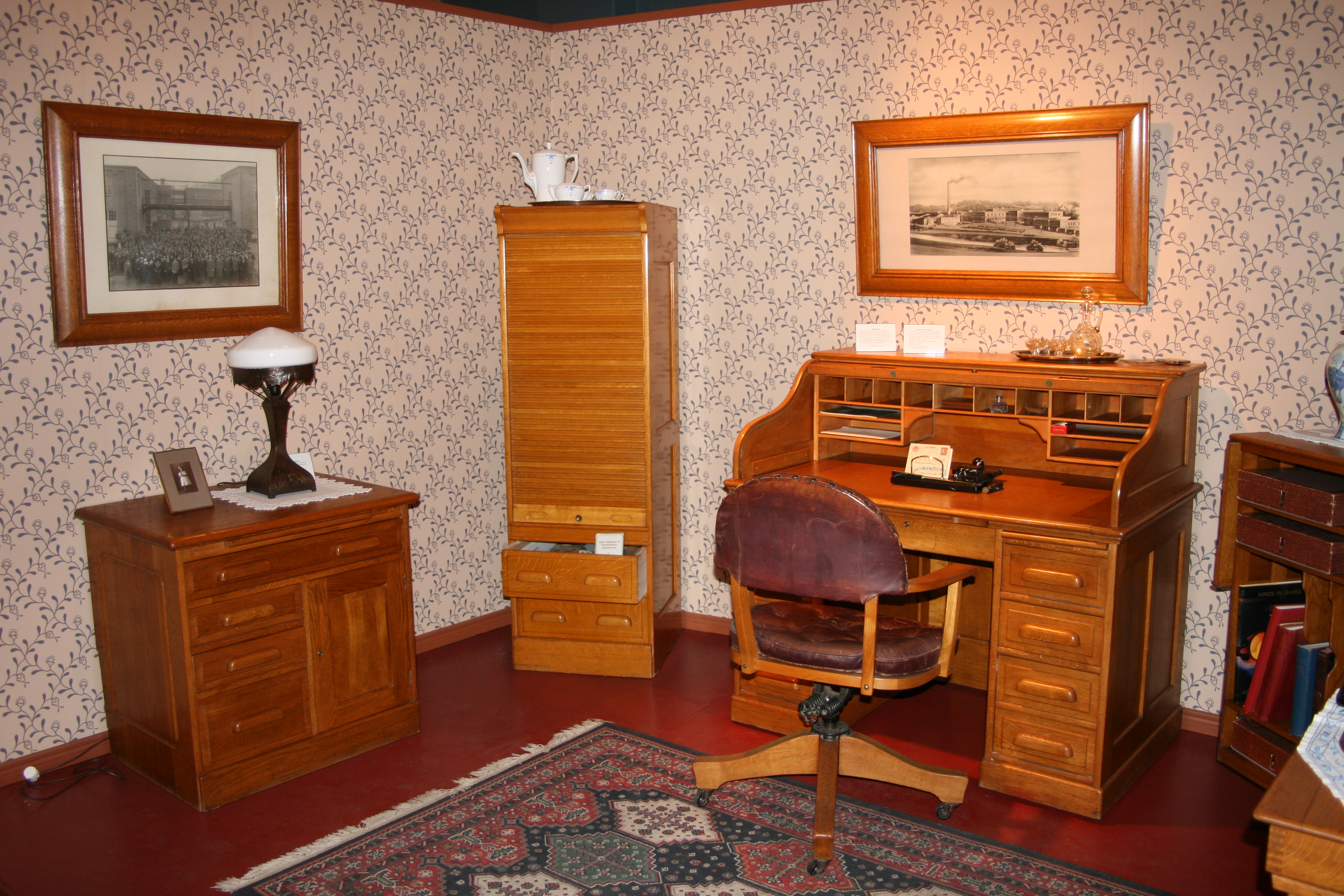
Kontorsmöbler tillverkade vid Åtvidabergs Industrier.

Facit bildades 1906 som AB Åtvidabergs Förenade Industrier, som tillverkade bland annat kontorsmöbler. Theodor Adelswärd började utveckla brukssamhällets industri och startade bland annat den första tillverkningen i Sverige av speciellt anpassade kontorsmöbler, på den tiden kallade amerikanska kontorsmöbler, samt sågverk, mejeri och Adelsnäs trädgårdsskola. Verksamheten, med undantag för baroniets jord- och skogsegendomar, samlades i Åtvidabergs Förenade Industrier. Detta företag gick i konkurs redan 1922, men rekonstruerades av dåvarande Sydsvenska banken. Elof Ericsson utsågs då till vd och bolaget fick namnet Nya AB Åtvidabergs Industrier, vilket senare blev AB Åtvidabergs Industrier. I samband med detta övertogs ett mindre företag i Solna: AB Facit, vilket tillverkade räknemaskiner.
Åtvidaberg tillverkade under 1930-talet även träkarosser till AB Volvo. Bolaget hade först startat tillverkning av trähjul till Volvo, men tillverkningen fick överges när metallfälgar tog över marknaden. Även karosstillverkningen kom senare att minska, då stålkarosser tog över. För att kompensera detta drev Elof Ericsson igenom ett avtal med Volvos stålkarossbolag i Olofström om samarbete. Åtvidabergs Industrier kom även att tillverka delar åt General Motors. Elof Ericsson slöt även kartellavtal med andra svenska parkettgolvstillverkare för att hålla uppe priserna. Åtvidabergs tillhörde de stora svenska tillverkarna men parkettgolvens försäljning minskade när linoleumgolv blev populära. Åtvidabergs tappade även marknadsandelar inom kontorsmöbler när träskåp ersattes av metallskåp. 
År 1939 ställde företaget ut sina kontorsmöbler på världsutställningen i New York i samarbete med arkitekt Carl-Axel Acking. Elof Ericsson hade platser både i styrelsen och verkställande utskottet för Sveriges deltagande i New Yorkutställningen. Efter andra världskriget fasades trämöbeldelen ut. Bland annat på grund av att beställningarna från Volvo och Electrolux minskade.

### Genombrottet som räknemaskinstillverkare
Facit AB var från början ett dotterbolag till Åtvidabergs Industrier med tillverkning på Alströmergatan i Stockholm. Facit AB tillhörde dessförinnan försäljningsagenturen Axel Wibel AB i Stockholm. När bolaget gick i konkurs, gavs Åtvidabergs Industrier möjlighet att ta över verksamheten med tillverkning av räknesnurran Facit Standard.. Denna räknesnurra hade utvecklats av Karl Rudin, som genom sin uppfinning lade grunden för Åtvidabergs Industriers senare framgångar. Maskinen var till en början ingen ekonomisk framgång för bolaget. Åtvidabergs blev samtidigt generalagent för flera ledande utländska tillverkare som amerikanska Royals skrivmaskiner och Brunsvigas räknemaskiner från Tyskland. Brunsviga tillverkade bland annat Odhner-maskiner på licens. Besparingar inom Facit gjordes genom att produktionen flyttades till Åtvidaberg och efterhand gick bolaget ekonomiskt bättre, men länge såg Elof Ericsson skeptiskt på Facit och det var nära att tillverkningen såldes till Brunsviga.
Den 1932 introducerade modellen Facit T och den elektriska varianten blev genombrottet för Facit som räknemaskinstillverkare. I början av 1940-talet gick räknemaskinstillverkningen om möbeltillverkningen i antalet anställda. De följande åren kom Åtvidabergs Industrier genom en rad uppköp av andra företag att bredda sin tillverkning av kontorsmaskiner: Halda skrivmaskiner 1938 och Original-Odhner mekaniska multiplikations- och additionsmaskiner 1942. I och med köpen av Halda i Svängsta och Original-Ohdner i Göteborg hade Åtvidabergs Industrier ett komplett program av kontorsmaskiner: additions- och multikplikationsmaskiner samt skrivmaskiner. År 1943 följde köpet av Överums bruk.

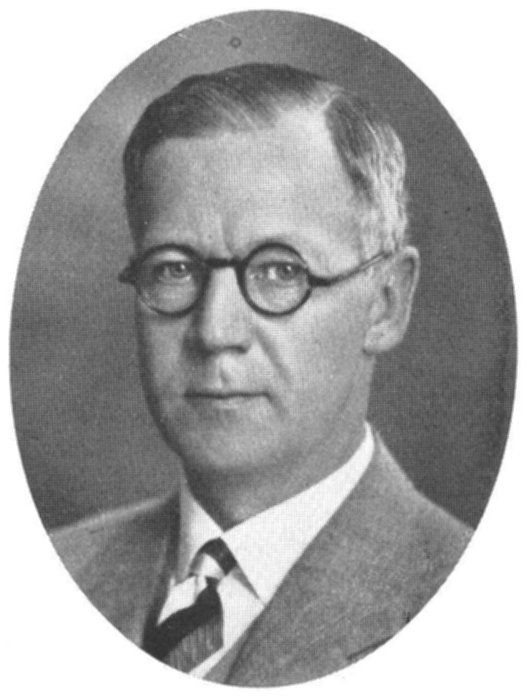
Elof Ericsson

I slutet av 1930-talet blev koncernchefen Elof Ericsson också ägare till bolaget genom en nyemission som han förmådde ägaren Skånska banken att göra. Förutom de egna röststarka aktierna, tilldelade Ericsson även närstående personer inom bolaget aktier och säkrade det egna inflytandet. Ägarfamiljer i bolaget blev, förutom Ericsson, även familjen Roos från Skånska banken samt senare familjen Agrell efter övertagandet av Addo. Familjen Ericsson bildade också ägarstiftelser för att säkra familjens inflytande i bolaget.
Facits ingenjörer hade på 1950-talet ett designsamarbete med formgivaren Sigvard Bernadotte i utvecklingen av flera apparater. Bland annat den automatiska räknemaskinen modell Facit CA1 och skrivmaskinen modell Facit T1 för vilken formgivaren Acton Bjørn också var inblandad.

### Facit Electronics
Facit noterade i början av 1950-talet den påbörjade elektrifieringen av kontorsmaskinsmarknaden. Den tilltagande datoriseringen ledde till en satsning på stordatorer. Facit tog över personal från Matematikmaskinnämnden som bedrivit såväl BESK- som SMIL-projekten och kom att bygga elva stordatorer innan satsningen lades ned på grund av förseningar, interna konflikter och oförmåga att konkurrera med amerikanska bolag 1962.
Facit rekryterade Edy Velander från Ingenjörsvetenskapsakademin till bolagsstyrelsen och byrådirektören Erik Stemme från Matematikmaskinnämnden i satsningen på datorer. Verksamheten samlades i bolaget Facit Electronics som bildades 1960.
Facit började 1958 att tillverka den transistorbaserade datorn Facit EDB och senare efterföljaren Facit EDB-3, som båda var programvarukompatibla med BESK. Facit EDB tillverkades i tio exemplar och var Sveriges första serietillverkade dator. Fyra exemplar fanns på Facits ADB-centraler i Stockholm, Göteborg, Solna och Düsseldorf. Facit Electronics som haft sin verksamhet i Solna integrerades i moderbolaget Åtvidabergs industrier 1962 och bolaget valde att lägga ner satsningen på stordatorer 1963.
Förutom Facit EDB tillverkade Facit Electronics även eldledningsdatorn Facit DS 9000 för radargruppcentralerna i stridsledningssystemet STRIL 60. Konstruktören var Börje Larsson som rekryterades från Bofors.

### Världskoncern
Bolagets mest framgångsrika period följde efter andra världskriget med export världen över. Facit kunde dra nytta av att de amerikanska bolagen koncentrerade sin verksamhet till hemmamarknaden och att de tyska konkurrenterna inte återhämtat sig efter andra världskriget. Sedermera skulle konkurrensen hårdna då de tyska bolagen kom tillbaka och de amerikanska åter satsade på världsmarknaden. Samtidigt strävade Facit efter att kunna etablera sig på USA-marknaden. Bolaget hade cirka en procent av marknaden i USA men likväl var det 16 procent av bolagets export. De viktigaste marknaden i Västeuropa var Västtyskland, Frankrike och Italien och Facit startade tillverkning i Düsseldorf. Sydamerika och främst Brasilien var en viktig marknad för bolaget. Bolaget satsade på marknader som inte var lika utvecklade som den amerikanska och de västeuropeiska med idén om längre produktionscykler för Facits mekaniska maskiner som alltmer kände av konkurrensen från andra tillverkare.
År 1957 tog Gunnar Ericsson över som koncernchef då han efterträdde Rolf Dencker (1896-1985). År 1957 var Facit Europas näst största tillverkare av kontorsmaskin efter italienska Olivetti med fem enheter: moderbolaget Åtvidabergs industrier med dottebolagen: AB Åtvidaberg-Facit, Original-Odhner, Halda och Överums bruk. Ericsson satsade på att etablera Facit som koncernens stora varumärke och gick emot den tidigare idén om att ha flera varumärken inom koncernen även om de flera varumärkena levde kvar. År 1959 inleddes projektet med en ny stor fabrik utanför Åtvidaberg i Stora Örsätter, som invigdes 1968. Fabriken omfattade 45 000 kvadratmeter och kostade 35 miljoner att bygga.
I början av 1960-talet hade AB Åtvidabergs Industrier vuxit till en världskoncern med dotterbolag i över 100 länder och 8 000 anställda. Dotterbolaget AB Åtvidaberg-Facit hade vid denna tidpunkt uppnått en helt dominerande ställning inom koncernen, vilket medförde att AB Åtvidabergs Industrier 1965 ändrade namn till Facit AB. Följande år köpte man också genom en snabb affär upp konkurrenten Addo i Malmö. Produktionen bestod fortfarande till största delen av mekaniska kontorsmaskiner, men stora ansträngningar gjordes också för att tillverkning av elektroniska maskiner, bland annat datorer, skulle bli möjlig. Men fortfarande var de olika bolagen mycket självständiga och hade egna försäljningsorganisationer och egen forskning- och utveckling förutom själva produktionen. Facit-bolagen konkurrerade ofta med varandra med snarlika produkter då bolagets aktiviteter inte samordnades. Gunnar Ericsson försökte omstrukturera verksamheten, men stötte på motstånd från dotterbolagscheferna. Åren 1964–1968 uppförde Facit den stora Örsätterfabriken i Åtvidaberg.
Facit var för litet för att kunna bära de stora forsknings- och utvecklingskostnader, som krävdes jämfört med sina amerikanska konkurrenter och inriktade sig på att försöka hitta allianser. Bland annat inleddes samarbeten med amerikanska Autonetics och japanska Hayakawa (idag känt som Sharp). Avtalet med Autonetics undertecknades 1960 men blev ingen framgång och inte heller efter att avtalet reviderats och nya satsningar gjorts gav det Facit framgångar. Samtal fördes även med IBM, men ledde inte fram till något samarbetsavtal, sedan IBM:s stordatorer börjat säljas i Sverige och IBM förklarat sig inte behöva Facits dataprodukter (remsläsare och snabbstans).
Vid mitten av 1960-talet började de digitala räknarna sakta att ta marknadsandelar från de mekaniska räknarna. 1965 såldes 4 000 elektroniska räknare i världen, året därpå uppgick försäljningen till 25 000. 1967 var 15 procent av marknaden digital. Facit försökte hantera hotet genom att samarbeta med det japanska företaget Hayakawa (Sharp). Under åren 1965–67 hade Facit exklusiv rätt att sälja japanernas räknare i sin globala säljorganisation och under sitt starka varumärke. I takt med att Hayakawa byggde upp sin egen säljorganisation runtom i världen blev relationen mellan företagen alltmer ansträngd. Samarbetet blev misslyckat då bolagen kom att priskonkurrera med varandra. Det slutade med att Facit inte lyckades sälja räknemaskinerna som hamnade på bolagets lager. Facit valde aldrig att helt satsa på elektronik utan behöll de mekaniska räknarna – och förmådde inte få fram nya konkurrenskraftiga produkter.

### Höjdpunkten och Facitkrisen
År 1970 blev omsättningsmässigt höjdpunkten i Facits historia under ledning av Gunnar Ericsson, son till företagets grundare. Antalet anställda i koncernen hade vuxit till 14 000, bolaget fanns i 140 länder och sedan 1957 hade omsättningen vuxit till omkring 1 miljard kronor, men detta år förvärrades det ekonomiska läget. Vinsten minskade med 20 procent och det gick snabbt utför, då försäljningsraset accelererade de följande två åren. Situationen våren 1970 beskrevs som "förtvivlad" och bolaget var i skriande behov av personal på utvecklingssidan. 1971–1972 varslades 2500 anställda. Styrelsen hamnade i konflikt om vilka åtgärder som skulle vidtas. Gunnar Ericsson återgick till operativt arbete och drev på för att genomföra rationaliseringar av verksamheten. En konflikt i styrelsen ledde till att VD Lennart von Kantzow avskedades redan efter ett år på posten i september 1971. År 1971 började bolaget att få allvarliga ekonomiska problem, då de billigare och enklare elektroniska räknarna från Japan började slå undan grunden för de mekaniska kontorsmaskinerna. Som en följd av detta föll omsättningen i hela Facitkoncernen snabbt, och redan 1972 hotades Facit av konkurs.
Den 30 oktober 1972 meddelade företagsledningen att 2400 anställda skulle avskedas. Den 2 november meddelades att bolaget köptes upp av Electrolux.

### Electrolux köper Facit
Bolaget köptes av Electrolux 1973 för 80 miljoner. Styrelsen byttes ut efter Electrolux köp, men Gunnar Ericsson kvarstod som styrelseordförande till 1978. Samtidigt låg den reella makten över bolaget hos Electrolux-chefen Hans Werthén och Anders Scharp. Electrolux genomförde flera förändringar efter köpet: skogen som tillhörde Överums Bruk AB och Åtvidabergshuset vid Norrmalmstorg/Kungsträdgården i Stockholm såldes och Facit-personalen i Stockholm började arbeta på Electrolux huvudkontor på Lilla Essingen. Stora delar av Facits fabriker och anställda övergick till tillverkning för Electrolux. Tillverkningen av räknare i Åtvidaberg lades ned 1975. Facit kom fortsatt att tillverka skrivmaskiner och datortillbehör (hårdvara). Under början av 1980-talet försökte Facit etablera sig som datorleverantör för att möta den stora efterfrågan på datorer. Man ingick då ett avtal med Luxor AB att licensiera datorn ABC 800, som utvecklats i samarbete med Dataindustrier AB, under namnet Facit DTC. En utvecklad variant med namnet Facit DTC 2 kom ut i samband med att Ericsson köpte Facit.
År 1983 såldes verksamheten vidare till Ericsson Information Systems. Facit hade då 1 400 anställda i 13 länder, varav 350 i Sverige. Inom Ericsson Information Systems omstrukturerades Facit till att ingå i en satsning på Ericsson PC, en verksamhet som dock fallerade, och 1988 såldes verksamheten återigen: datorverksamheten såldes till Nokia och uppgick i Nokia Data och sektorn för Kontorsutrustning med cirka 2 600 anställda bytte samtidigt återigen namn till Facit och såldes till det norska företaget Design Funktion A/S.
Facits verksamhet delades därefter upp i olika enheter, vilka successivt fann nya utländska ägare. Kvar i Facitkoncernen fanns därefter endast en världsomspännande säljorganisation för datortillbehör. När denna 1997 också såldes, likviderades Facit AB slutligen 1998. Kontraktstillverkaren Partnertech, som existerade som självständigt företag  till 2015, räknade sig som en arvtagare till Åtvidabergs industrier och Facit. Partnertech köptes 2015 av finländska kontraktstillverkaren Scanfil Oyj, som också övertog driften av Facits tidigare anläggning i Stora Örsätter utanför Åtvidaberg.

## Facitgubben

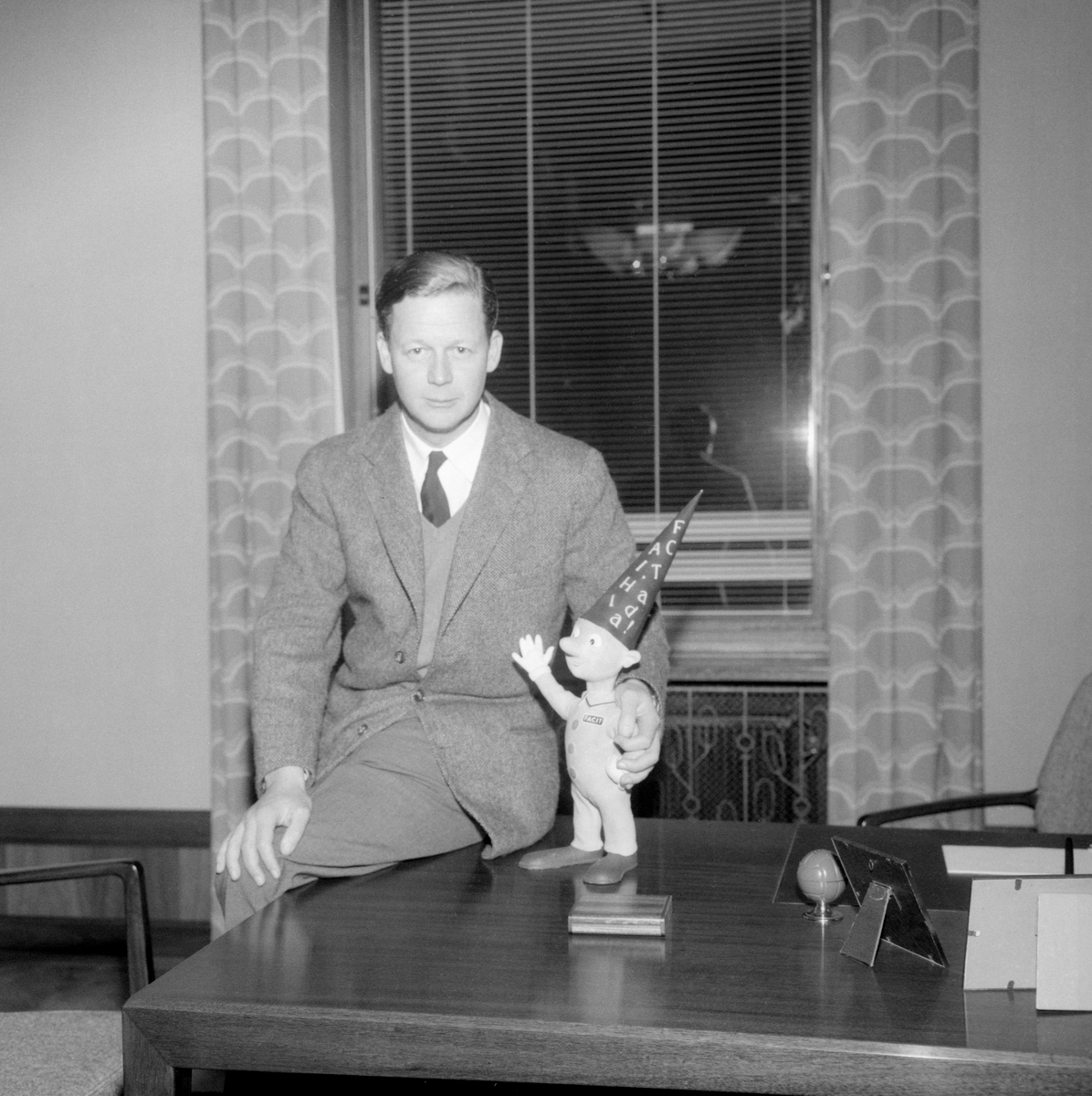
Vd Gunnar Ericsson med Facit-gubben.

Facitgubben fungerade som maskot och PR-symbol för bolaget. Den skapades 1948 av Ivan Hammar, som var ansvarig för PR och varumärken vid företaget. Tanken var att en relativt mänsklig PR-symbol skulle hjälpa till att associera Facits produkter med något positivt. Kontorsarbete uppfattades ofta som något tråkigt, och den här sortens marknadsföring skiljde Facit från dess konkurrenter vid denna tid.
Facitgubben designades så att den skulle likna en trollkarl, vilket skulle kommunicera att räknemaskinerna på ett magiskt sätt kunde räkna ut rätt svar. Mer än en miljon Facitgubbar tillverkades i Västtyskland på uppdrag av Facit. De stora modellerna användes vid olika mässor och under stora PR-evenemang. Den allra minsta versionen fungerade som nyckelring och normalstorleken på omkring 40 cm kunde synas i många olika sammanhang.

## Verkställande direktörer
- Elof Ericsson, 1922–1952
- Rolf Dencker (1896-1985), 1952–1957
- Gunnar Ericsson, 1957–1970
- Lennart von Kantzow, 1970–1971
- Gunnar Agrell, 1971–1972
- Hans Werthén, 1973-?

## Bilder

Facit-produkter
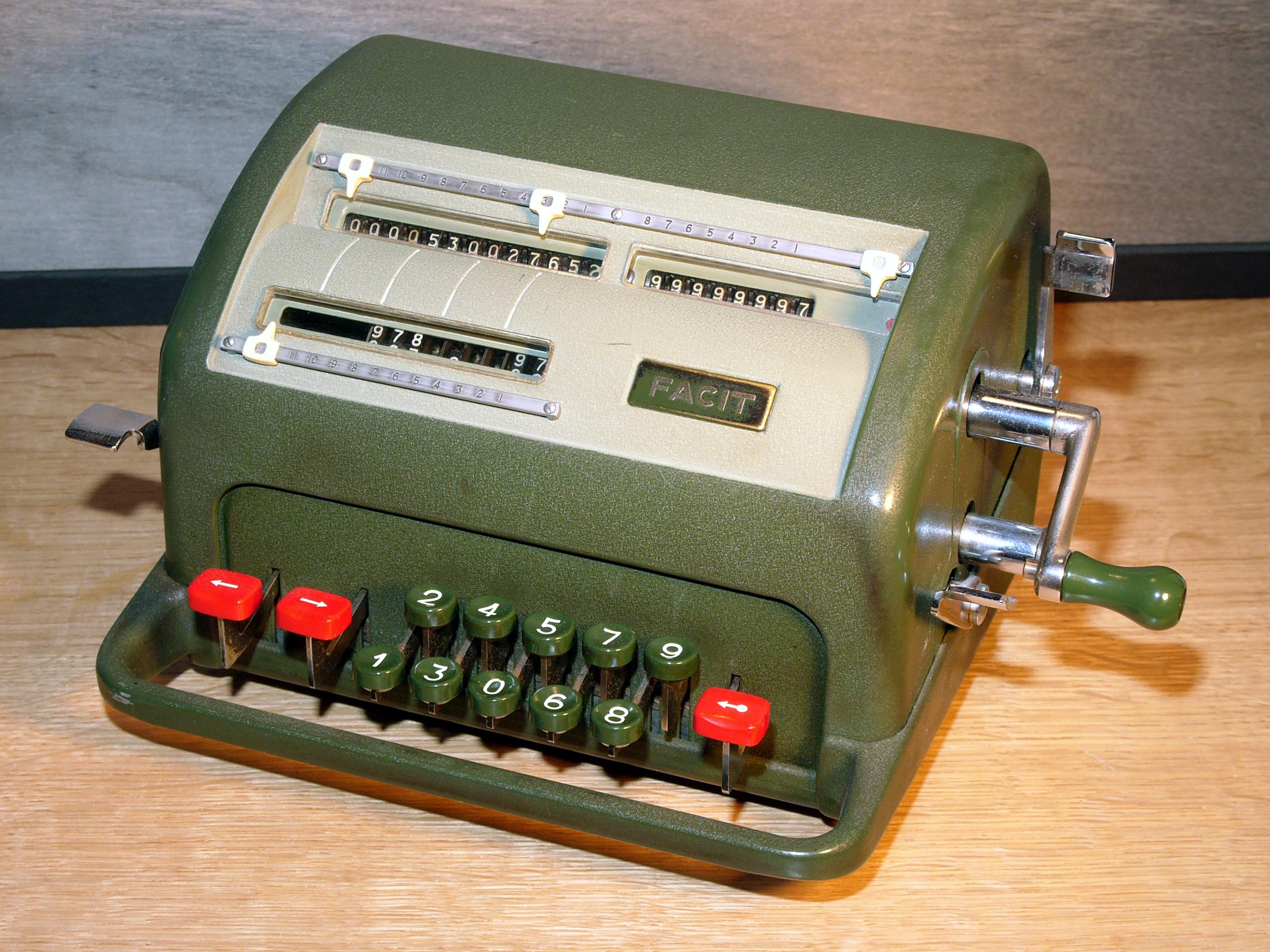
Facit-räknemaskin från 1954
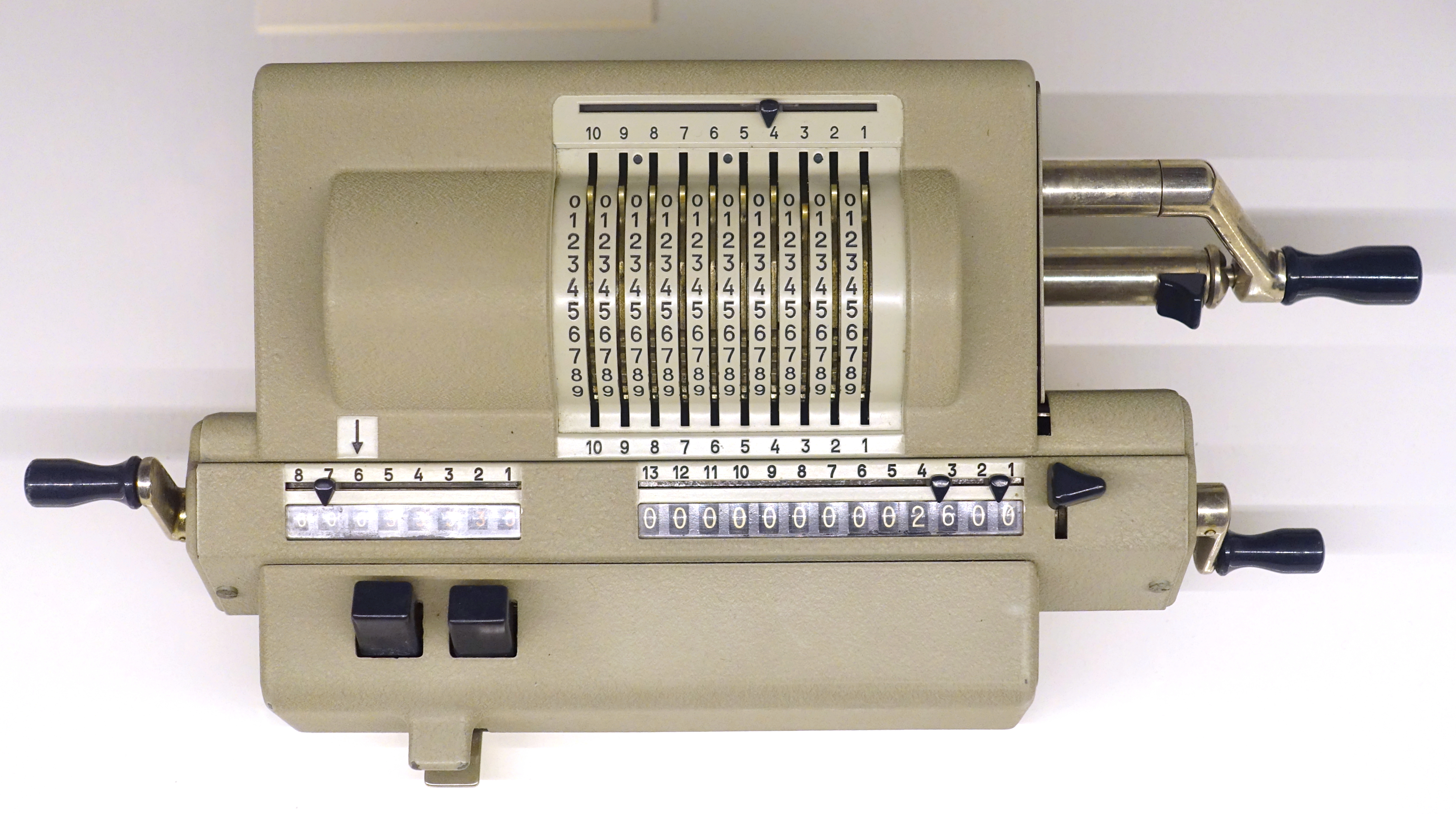
Odhner 200 tillverkades 1955-1967
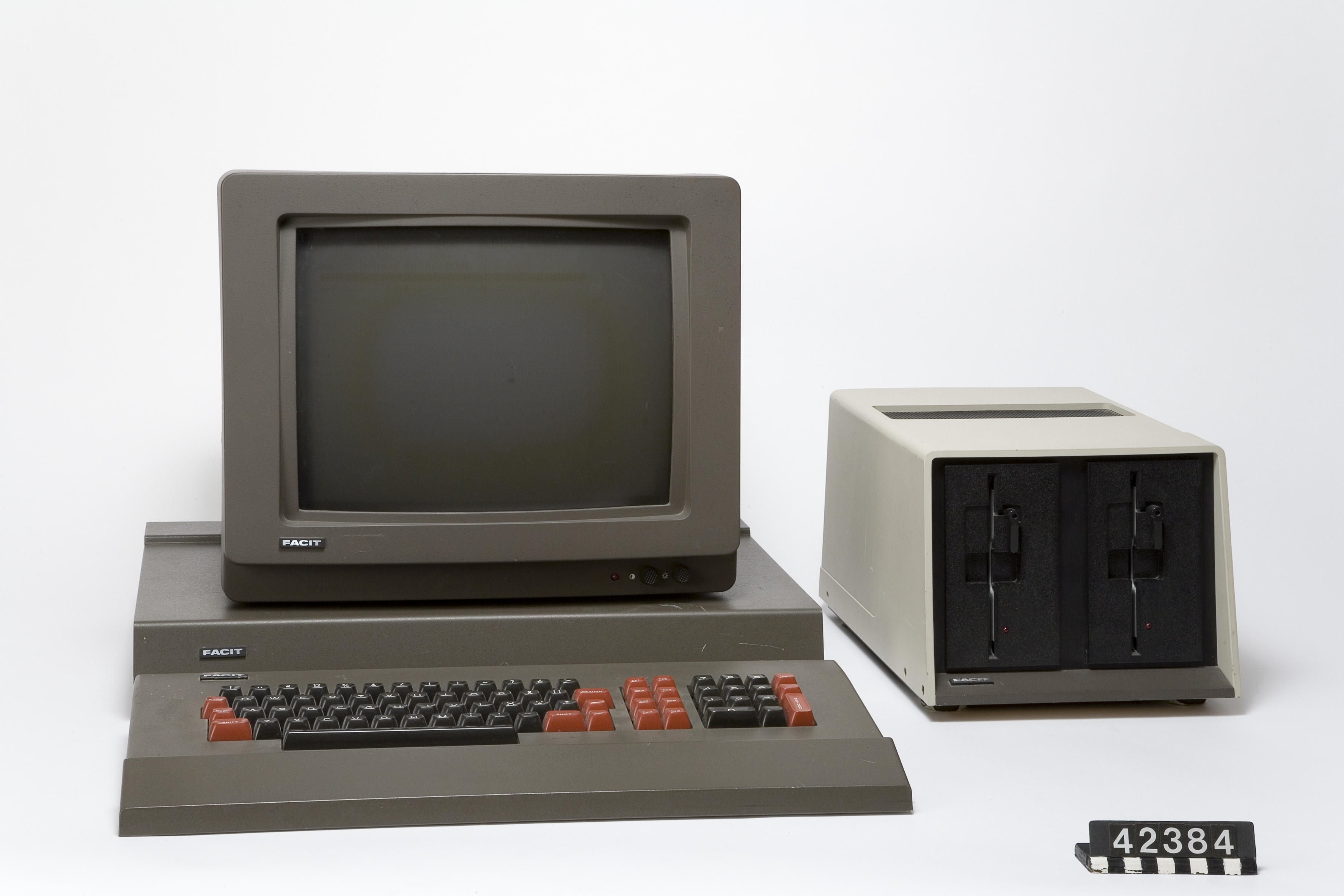
Facit DTC från Tekniska museets samlingar
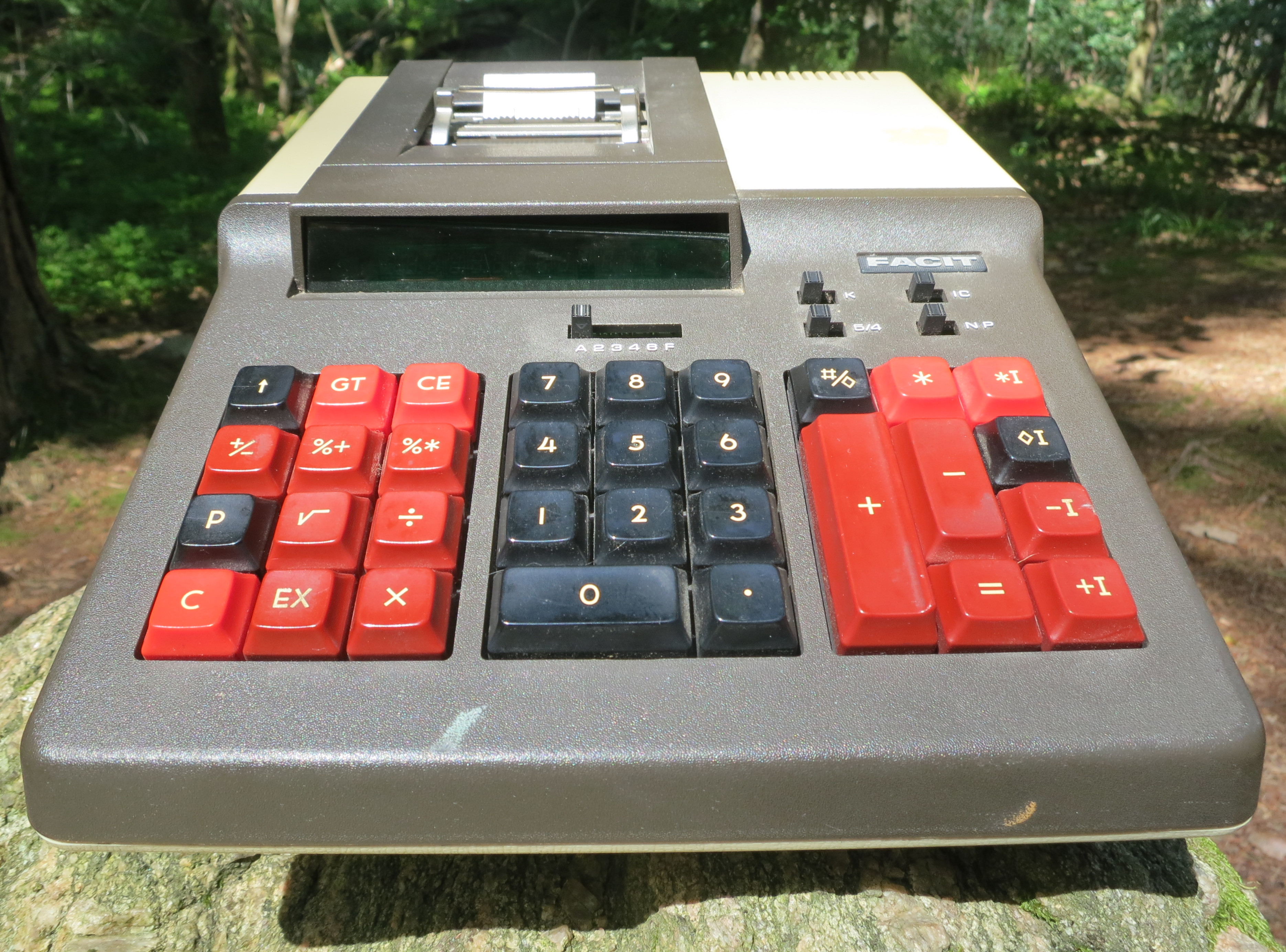
Den Japan-tillverkade 1970-talsräknaren Facit 1191